# Andrzej Jabłoński
Andrzej Jabłoński (ur. 15 marca 1969 w Zawierciu) – pasjonat sportów walki, fotografii, maratończyk, pisarz. Trener/Prezes Zawierciańskiego klubu Musubi.
Brązowa Odznaka „Za Zasługi dla Sportu” przyznana przez Ministra Sportu RP. Przewodniczący Powiatowej Rady Sportu Powiatu Zawierciańskiego. Instruktor Jujutsu 4 dan, Instruktor Taekwondo 3 dan. Złoty medalista Europe Open Jiu jutsu Championships; złoty medalista w Pucharach Polski Ju-Jitsu oraz Taekwondo. 
Sędzia Polskiego Związku Ju-Jitsu. 
Prowadzi zajęcia technik interwencyjnych dla Straży Miejskiej w Zawierciu. Instruktor samoobrony w letnich obozach przetrwania. Instruktor gimnastyki ogólnorozwojowej z elementami samoobrony dla dzieci ze Świetlicy Środowiskowej w Zawierciu.

## Nagrody
„Mistrz Sportu, Mistrz Życia” tytuł nadany przez Komitet Krajowy ogłoszony przez Organizację Narodów Zjednoczonych Międzynarodowego Roku Sportu i Wychowania Fizycznego 2005 pod przewodnictwem Roberta Korzeniowskiego. 
Trener roku 2004 w Plebiscycie Gazety Zawierciańskiej „Jura” pod przewodnictwem Prezydenta Zawiercia Witolda Grima. 
Napisał i wydał książkę o tematyce sportowej: „Szkoła Sztuk Walki”. Uczestnik wieczorów literackich. Zdobył 2 m na VII edycji Ogólnopolskiego Konkursu Literackiego im. Haliny Snopkiewicz za wiersz "Zwykli Ludzie". Oraz dwa wyróżnienia. 
Wielokrotny zdobywca nagród w konkursach fotograficznych.

## Osiągnięcia

### Zawody międzynarodowe
- 1. WSJO Sport Jiu jutsu European Campionships – Jaworzno 2014
- 3. European Full Contact Ju-Jitsu – Bytom 2003

### Turnieje ogólnopolskie
- 1. Puchar Polski Strongmanów w podciąganiu na drążku – Międzyzdroje 2006[2].
- 2. Mistrzostwa Polski w Taekwondo light contact – Będzin 2005[3].
- 3. Mistrzostwa Polski w Taekwondo semi contact – Będzin 2005[3].
- 2. Puchar Polski w Taekwondo semi contact – Rybnik 2003
- 1. Puchar Polski w Taekwondo light contact – Rybnik 2002
- 3. Puchar Polski w Taekwondo semi contact – Rybnik 2002
- 3. Puchar Polski w Ju- jitsu fighting – Mysłowice 2000
- 3. Puchar Polski w Ju-Jitsu fighting – Sosnowiec 1995
- 1. Puchar Polski w Ju-Jitsu fighting – Zawiercie 1996

### Turnieje okręgowe
- 3. Mistrzostwa Małopolski w Taekwondo light contact – Wieliczka 2000
- 3. Mistrzostwa Małopolski w Taekwondo semi contact – Wieliczka 2000
- 1. Puchar Elektrowni w Ju-Jitsu fighting – Jaworzno 1996
- 2. Puchar Zawiercia w Ju-Jitsu fighting – Zawiercie 1995

### Maratony
- Silesia Katowice - 07.10.2018
- Silesia Katowice - 02.10.2016
- Kraków Maraton - 15.05.2016
- Silesia Katowice - 04.10.2015
- Kraków Maraton - 19.04.2015
- Silesia Katowice - 05.10.2014

### Półmaratony
- Suchara Pustynia Błędowska - 06.08.2017
- Półmaraton Zawierciański - 18.09.2016
- Suchara Pustynia Błędowska - 14.08.2016
- Półmaraton Żywiecki - 20.03.2016
- Półmaraton Zawierciański - 11.10.2015
- Suchara Pustynia Błędowska - 09.08.2015
- Półmaraton Żywiecki - 29.03.2015
- Suchara Pustynia Błędowska - 24.08.2014
- Poraj - 29.06.2014

### Wyścigi rowerowe
- I Półmaraton mtb Zawiercie 10.09.2017
- Brevet 200 Miechów 06.05.2017

### Wydane książki
- Szkoła walki – sporty walki 2020
- Strażnicy – literatura faktu 2019
- Pan Tadeusz w Zawierciowie – trzynastozgłoskowiec 2019
- Dżin – fantasy 2018
- Jeden dzień w Seraju – erotyczna 2017
- Wiersze – 2017
- Wampir – thriller medyczny 2016
- Armagedon – fantasy 2016
- Powrót z piekla – fantasy 2016
- Mściciel Krwi – fantasy 2015